# Georg August (Erbach-Schönberg)
Georg August, Graf zu Erbach-Schönberg (* 17. Juni 1691 in Waldenburg; † 29. März 1758 in König (Odenwald)), war Begründer der Linie Erbach-Schönberg und evangelischer Konfession.

## Herkunft
Seine Eltern waren Georg Albrecht II. Posthumus Graf zu Erbach (1648–1717) und dessen Ehefrau Anna Dorothea Christina, geborene Gräfin zu Hohenlohe-Waldenburg (1656–1724). 
Bei der Erbteilung lebten noch drei Brüder:
- Philipp Karl (1677–1736), er begründete die Linie Erbach-Fürstenau
- Georg Wilhelm (1686–1757), er begründete die Linie Erbach-Erbach
- Georg August (1691–1758), begründete die Linie Erbach-Schönberg

## Leben
Nach einer Ausbildung durch Hauslehrer kam er im Jahr 1711 auf die Universität Gießen, und 1712 auf die Universität Leipzig. Anschließend begab er sich auf seine Grand Tour bis 1717 sein Vater starb und er nun regierender Graf wurde. Mit der Erbteilung wurde er Stifter der jüngeren Linie zu Schönberg. Nach dem Erlöschen der älteren Linie zu Erbach im Jahr 1747 fielen ihm auch die halbe Herrschaft Breuberg und die Ämter Schönberg und König zu.
Er begann in König sein Residenzschloss ausbauen zu lassen und war Bauherr der Kirchen in Reichenbach, Rimbach und König. Für sein Haus führte er 1748 die Primogenitur, die hierfür notwendige kaiserliche Bestätigung kam 1752. Ferner war er wirklicher kaiserlicher Reichshofrat sowie Direktor des Fränkischen Grafen-Kollegiums.
Er wurde in Gronau begraben.

## Familie
Er heiratete am 15. Dezember 1719 in Gedern Ferdinande Henriette Gräfin zu Stolberg-Gedern (1699–1750), eine Schwester von Christian Ernst zu Stolberg-Wernigerode und  Friedrich Carl zu Stolberg-Gedern. Das Paar hatte mehrere Kinder:
- Christina (1721–1769) ⚭ 1742 Heinrich XII. Reuß zu Schleiz (1716–1784)
- Georg Ludwig II. (1723–1777), ab 1758 Graf zu Erbach-Schönberg ⚭ 1764 Prinzessin Friederike Sophie Charlotte von Schleswig-Holstein-Sonderburg-Plön (1736–1769), Tochter des Friedrich Karl von Schleswig-Holstein-Sonderburg-Plön
- Franz Karl (1724–1788), ab 1777 Graf zu Erbach-Schönberg, niederländischer Generalmajor ⚭ 1778 Auguste Karoline zu Ysenburg und Büdingen in Büdingen (1758–1815)
- Christian Adolf (1725–1726)
- Karoline Ernestine (1727–1796) ⚭ 1754 Heinrich XXIV. Reuß von Lobenstein zu Ebersdorf (1724–1779)
- Christian (1728–1799), ab 1788 Graf zu Erbach-Schönberg
- Auguste Friederike (1730–1801) ⚭ 1753 Christian Friedrich Karl Graf von Giech-Thurnau (1729–1797)[1]
- Georg August (1731–1799), französischer Brigadier
- Karl Eugen, ab 1799 Graf zu Erbach-Schönberg, K.K. Generalfeldzeugmeister (1732–1816) ⚭ 1783 Maria Johanna Zadubsky von Schönthal (1757–1787)
- Friedrich (*/† 1733)
- Luise Eleonore (1735–1816) ⚭ 1750 Leopold Kasimir van Rechteren (1717–1778), Herr von Collendoorn und den Dam[2]
- Kasimir (1736–1760)
- Gustav Ernst (1739–1812), französischer maréchal de camp, preußischer Generalmajor ⚭ 1782 Henriette Christiane zu Stolberg-Stolberg (1753–1816)